# Golos (journal)
Pour les articles homonymes, voir Golos.
Golos (La Voix en russe), est un journal politique et littéraire russe fondé en 1863 par le journaliste Andreï Kraïevsky (1810-1889).

## Histoire
Andreï Kraïevsky, le fondateur, a aussi dirigé un journal important, Otechestvennye Zapiski (Les Annales de la Patrie, 1839-1867), influent point de ralliement des milieux littéraires. Au cours de ses premières années d'existence, le journal a subi trois interdictions qui l'ont empêché de paraître pendant six mois. En 1865, son tirage est inférieur à 5 000 exemplaires mais en 1877 il dépasse 22 000.
Golos soutient les réformes libérales et capitalistes en Russie et s'ouvre largement aux nouvelles internationales, auxquelles il consacre ses pages 3 et 5. Il dénonce dès sa création les faiblesses du réseau international de nouvelles procurées par les agences de presse pendant la Guerre de Sécession. Il dénonce aussi les médias occidentaux dans leur manière d'encourager des révolutionnaires russes très minoritaires. Golos publie des listes de donateurs aux œuvres de charité, lançant un sentiment de conscience sociale dans la presse russe et créée une édition renforcée pour le lundi, afin de rendre le journal moins dépendant des nouvelles récentes. Le quotidien publie les œuvres littéraires d'Émile Zola et Victor Hugo, contribuant à leur popularité en Russie. Lorsque débute la crise polonaise de juin 1863, le quotidien publie des éditions spéciales.
En 1872, Andreï Kraïevsky, le patron de Golos se dit insatisfait de l'Agence télégraphique RTA et créé également l'Agence télégraphique ITA (International Telegraph Agency).
Ce titre de presse disparaît en 1883, après une cessation d'activité imposée par la censure un an plus tôt.

## Rédacteurs
Parmi les principaux contributeurs de Golos, Vassili Bilbassov (rédacteur en chef à partir de 1871), Alexeï Plechtcheïev, Nikolaï Albertini, Vladimir Bezobrazov, Vassili Modestov, Ievgueni Markov, Piotr Iefremov, Lev Panioutine, Grigori Gradovski, Alexandre Gradovski, Vladimir Zotov, Piotr Netchaïev, Arseni Vvedenski et Leonid Polonski.